# Авенел (Нью-Джерсі)
Авенел (англ. Avenel) — переписна місцевість (CDP) в США, в окрузі Міддлсекс штату Нью-Джерсі. Населення — 16 920 осіб (2020).

## Географія
Авенел розташований за координатами 40°35′4″ пн. ш. 74°16′18″ зх. д. / 40.58444° пн. ш. 74.27167° зх. д. (40.584334, -74.271626).  За даними Бюро перепису населення США в 2010 році переписна місцевість мала площу 9,15 км², з яких 9,11 км² — суходіл та 0,04 км² — водойми.

## Демографія
Згідно з переписом 2010 року, у переписній місцевості мешкало 17 011 особа в 5150 домогосподарствах у складі 3751 родини. Густота населення становила 1860 осіб/км².  Було 5379 помешкань (588/км²).
Расовий склад населення:
| - 47,9 % — білих - 22,9 % — азіатів - 19,8 % — чорних або афроамериканців - 0,5 % — корінних американців - 0,1 % — вихідців з тихоокеанських островів - 5,5 % — осіб інших рас |

До двох чи більше рас належало 3,3 %. Частка іспаномовних становила 15,8 % від усіх жителів.
За віковим діапазоном населення розподілялося таким чином: 19,5 % — особи молодші 18 років, 71,4 % — особи у віці 18—64 років, 9,1 % — особи у віці 65 років та старші. Медіана віку мешканця становила 37,5 року. На 100 осіб жіночої статі у переписній місцевості припадало 127,5 чоловіків;  на 100 жінок у віці від 18 років та старших — 135,8 чоловіків також старших 18 років.
Середній дохід на одне домашнє господарство  становив 80 458 доларів США (медіана — 68 261), а середній дохід на одну сім'ю — 96 168 доларів (медіана — 82 440). Медіана доходів становила 49 556 доларів для чоловіків та 44 683 долари для жінок. За межею бідності перебувало 7,2 % осіб, у тому числі 8,4 % дітей у віці до 18 років та 6,4 % осіб у віці 65 років та старших.
Цивільне працевлаштоване населення становило 7103 особи. Основні галузі зайнятості: освіта, охорона здоров'я та соціальна допомога — 18,7 %, роздрібна торгівля — 16,2 %, науковці, спеціалісти, менеджери — 14,8 %.